# Dukai Regina
Dukai Regina (Kapuvár, 1983. augusztus 5. –) magyar modell, énekesnő.

## Életpályája
Általános iskolás évei alatt kezdett el zenével és énekléssel foglalkozni. Az iskola mellett négy évig zeneiskolába járt, ahol zongorázni tanult és öt évig a kapuvári kórus tagja volt, akikkel minden évben fellépett a karácsonyi koncerten.
A középiskolát Győrben a Szabadhegyi Közoktatási Központban végezte el. A középiskola után Sík Olga énektanárhoz járt három évig.
Mindig is énekesnő szeretett volna lenni, de először modellként vált ismertté. Bátyja, Gergely négy év egy hónapot töltött börtönben drogdílerkedés miatt. Majd 2011-ben jelentkezett a Való Világ 5 szériájába, az Alfahímek kategóriában, ahova a nézők elsőként szavazták be a villalakók közé.

## Zenei karrierje
1999-ben részt vett a TV2 Kifutó című műsorában, de nem ért el helyezést. 2004 decemberében jelent meg első albuma Csak szeress… címmel. Az albumról két kislemez jelent meg: a Csak szeress vagy menj tovább és a Befogom a szám című dalokból. 2006-ban felkérték a Tibor vagyok, de hódítani akarok című film egyik betétdalának, a Szerelemről álmodom című dalnak az eléneklésére. Meg ugyanebben az évben Sári Évivel közösen készített el egy kislemezt, mely a Belém bújt a kis ördög című dalból készült.
Dj Szeifert és Krash is felkérték, hogy Regina egy közös kislemez erejéig, mely a Rhythm of Noise című dalból készült. 2008-ban megjelentetett egy újabb kislemezt, mely az Érezd című dalból készült. 2009-ben DJ Hamvai P.G.[forrás?] felkérte Reginát egy, hogy ezentúl kizárólag ő énekelje fel a számait.[forrás?] Első közös számuk 2009 áprilisában jelent meg Dream of my life címmel, amely Hamvai P.G. válogatásalbumán kapott helyet.

## Diszkográfia

### Albumok
| Év   | Album                           | Legmagasabb helyezés                   | Minősítés |
| Év   | Album                           | MAHASZ Top 40 album- és válogatáslemez | Minősítés |
| ---- | ------------------------------- | -------------------------------------- | --------- |
| 2004 | Csak szeress - Megjelenés: 2004 | -                                      |           |

### Videóklipek
- Csak szeress vagy menj tovább
- Befogom a szám
- Érezd

#### Közreműködés
- Rhythm of Noise feat. Szeifert vs. Krash
- Dream Of My Life feat. Hamvai P.G.
- Te vagy az feat. Papa Jo
- Don't let me know feat. No!end & Viktoria Metzker

#### Slágerlistás helyezések
| Év                        | Dal                                                | Legmagasabb helyezés | Legmagasabb helyezés   | Legmagasabb helyezés | Legmagasabb helyezés | Legmagasabb helyezés         | Legmagasabb helyezés | Album        |
| Év                        | Dal                                                | VIVA Chart           | MAHASZ Editors' Choice | MAHASZ Rádiós Top 40 | MAHASZ Dance Top 40  | MAHASZ Single (track) Top 10 | EURO 200             | Album        |
| ------------------------- | -------------------------------------------------- | -------------------- | ---------------------- | -------------------- | -------------------- | ---------------------------- | -------------------- | ------------ |
| 2004                      | Csak szeress vagy menj tovább                      | 11                   |                        |                      |                      |                              |                      | Csak szeress |
| 2004                      | Befogom a szám                                     | 11                   | 23                     |                      |                      |                              |                      | Csak szeress |
| 2006                      | Belém bújt a kis ördög feat. Sári Évi              | 2                    |                        |                      |                      |                              | 143                  |              |
| 2008                      | Érezd                                              | 2                    |                        |                      |                      |                              | 188                  |              |
| Közreműködés kislemezeken |                                                    |                      |                        |                      |                      |                              |                      |              |
| Év                        | Kislemez                                           | Legmagasabb helyezés | Legmagasabb helyezés   | Legmagasabb helyezés | Legmagasabb helyezés | Legmagasabb helyezés         | Legmagasabb helyezés | Album        |
| Év                        | Kislemez                                           | VIVA Chart           | MAHASZ Editors' Choice | MAHASZ Rádiós Top 40 | MAHASZ Dance Top 40  | MAHASZ Single (track) Top 10 | EURO 200             | Album        |
| 2009                      | Dream Of My Life' (Hamvai P.G. feat. Dukai Regina) |                      |                        |                      | 19                   |                              |                      |              |
| 2010                      | Te vagy az (Papa Jo feat. Dukai Regina)            |                      | 1                      |                      |                      |                              |                      |              |
| 2010                      | We' (Andreas & Hamvai P.G. feat. Dukai Regina)     |                      |                        |                      | 30                   |                              |                      |              |
|                           |                                                    | Összesítés           |                        |                      |                      |                              |                      |              |
| 1. helyezett számok       | 1. helyezett számok                                | 1                    |                        |                      |                      |                              |                      |              |
| Top 10-es helyezések      | Top 10-es helyezések                               | 3                    |                        |                      |                      |                              |                      |              |
| Top 40-es helyezések      | Top 40-es helyezések                               | 5                    | 1                      |                      | 2                    |                              |                      |              |

## Modellkarriere
2001 szeptemberében egy válogatáson Fabinyi Annával együtt megválasztották őket a Manhattan Cosmetics arcainak. 2001 decemberében megnyerte az Év Arca versenyt,[forrás?] melynek fődíjaként egy Mini Morrist kapott, amit egy év múlva vissza kellett adnia. 2003-ban megnyerte a Coca Cola Light Ezüstlány versenyt.[forrás?] 2004-ig ő képviselte a céget reklámkampányában, melynek dalát ő énekelte. 2005 februárjában a Miss Popstar szépség és énekversenyen megválasztották a legszebb magyar énekesnőnek.[forrás?]
2008 júniusában megválasztották az FHM 100 Bombázó első helyezettjének, és ugyanebben a hónapban a magazin címlapján is szerepelt.[forrás?]

## Televíziós pályája

### Televíziós műsorok
- 2005-ben szerepelt az RTL Klub A világ 7 csodája című műsorában, melyben Regina több hazai sztárral elutazott Horvátországba, Izlandra és Egyiptomba.
- 2006-ban Regina szerepelt az RTL Klub Szombat esti láz című műsorában. A versenyt nem nyerte meg, de a műsor egyik adásában elénekelhette az It’s raining man című dalt.
- 2008-ban szerepelt a TV2 Hal a tortán című műsorában, melyben meg is nyerte a saját hetét.
- 2010-ben a Music Channel első műsorvezetője lett. A csatorna egyik műsorát vezette, a NEWS-t, 2022-ig, mivel a csatorna megszűnt.

## Zenei elismerések és díjak
- 2005 – VIVA Comet – Legjobb női előadó (jelölés)[forrás?]
- 2009 – VIVA Comet – Legjobb női előadó (jelölés)[forrás?]
- 2009 – BRAVO OTTO – A legjobb magyar női előadó (jelölés)[forrás?]
- 2010 – BRAVO OTTO – Az év magyar női előadója (jelölt)[forrás?]